# Philétaire (Pergame)
Pour les articles homonymes, voir Philétaire.
 (mars 2023).
Philétaire (en grec ancien Φιλέταιρος / Philétairos), né vers 343 av. J.-C. et mort en 263 av. J.-C., est un gouverneur de la cité de Pergame et le fondateur de la dynastie hellénistique des Attalides, nommée ainsi d'après le nom de son père, Attale. Gouverneur d'Antigone le Borgne puis de Lysimaque, il impose l'indépendance de Pergame et pose les bases de la dynastie attalide en pratiquant l'évergétisme.

## Biographie

### Origines et ascension
Philétaire est né à Tieion, une petite ville située sur la côte anatolienne de la mer Noire, entre la Bithynie à l'ouest et la Paphlagonie à l'est. Son père, Attale, est probablement macédonien et sa mère, Boa, est paphlagonienne.
Après la mort d'Alexandre le Grand en 323 av. J.-C., Philétaire s'implique dans la guerre des Diadoques. Vers 302, à l’instar du stratège responsable de la Phrygie, Antigonos Docimos, au service duquel il se trouve, Philétaire (ainsi que son frère Eumène, père du futur Eumène Ier) fait défection à Antigone le Borgne pour rejoindre le parti de Lysimaque. Après la mort d'Antigone à la bataille d'Ipsos en 301, Lysimaque lui confie la garde de la citadelle de Pergame et de son considérable trésor de 9 000 talents d’argent (fruit de son butin de guerre), avec le titre de « gazophylax » ou « préposé au trésor ». En 283 ou 282, la mise à mort d’Agathocle, fils aîné et successeur pressenti de Lysimaque, provoquée par sa belle-mère la reine Arsinoé, mais aussi la profonde et menaçante inimitié de celle-ci à son égard, incitent Philétaire à rallier Séleucos. Après l'assassinat de ce dernier par Ptolémée Kéraunos en 281, il lui achète sa dépouille pour en remettre les cendres à Antiochos, fils et successeur du défunt, et s'assure ainsi la bienveillance du Séleucide.
Profitant de la rivalité entre les épigones, descendants des diadoques, et du bénéfice politique à retirer de la lutte contre les Galates dans tout l'Ouest anatolien, Philétaire, fort de son armée expérimentée, de son trésor, de la position imprenable de l’acropole fortifiée de Pergame et de la richesse de son territoire immédiat, manœuvre habilement et prudemment et s’engage ainsi dans une indépendance de fait. En 276, il repousse avec succès une attaque des Galates, victoire célébrée sur une inscription de Délos. Peu après, se positionnant désormais clairement plus en dynaste qu’en simple gouverneur local, il fait frapper pour la première fois des monnaies à son nom mais en y laissant l’effigie de Séleucos et sans s’octroyer le titre de roi (basileus).

### Œuvre politique

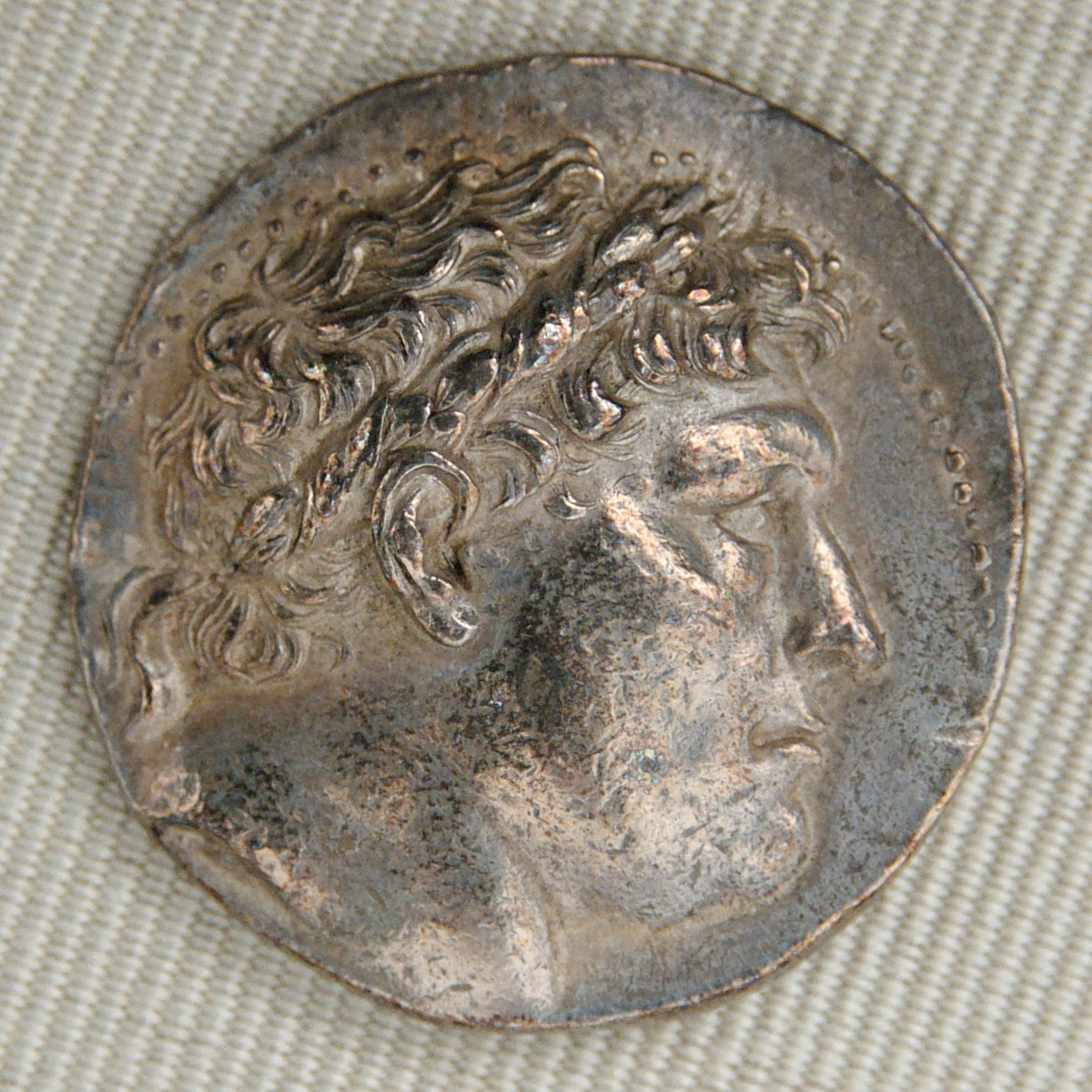
Portrait de Philétaire sur un tétradrachme de son neveu Eumène Ier, Cabinet des médailles, Bibliothèque nationale de France.

Dans sa cité, Philétaire est un généreux donateur et un évergète digne des rois, notamment en faveur des sanctuaires. Sur l’acropole de Pergame, il fait construire le temple d’Athéna (déesse protectrice de la ville), le premier palais et, en contrebas, le temple de Déméter. Mais il fait également preuve de prodigalité à l’extérieur, au profit des sanctuaires de Grèce (à Delphes, Délos et Thespies) et des cités grecques d'Asie Mineure (comme Cyzique, Cymé, Pitanè et Aigéai). Philétaire jette ainsi les bases du prestige de Pergame au-delà de son territoire et se pose en protecteur des arts et des lettres, initiant une longue tradition d’accueil des artistes, notamment sculpteurs et architectes. Il se présente également comme le défenseur de l'hellénisme, des cités et des campagnes voisines de Pergame face aux raids des Galates, ce qui lui procure une nécessaire légitimité.
Dans le désordre des affaires internationales de l’époque, Philétaire a été d'une loyauté distante (ou d’une neutralité respectueuse) envers le roi séleucide Antiochos, dont l’autorité théorique sur Pergame semble s’être accommodée de son indépendance de fait, ce qui ne sera plus le cas à l’avènement du successeur de Philétaire, Eumène Ier.
À sa mort, le territoire de Pergame, malgré de possibles fondations de colonies militaires sur ses franges, reste cantonné à la moyenne vallée du Caïque et n’atteint pas encore la mer. Sans descendant (il ne s'est pas marié et pourrait avoir été un eunuque), son neveu et fils adoptif Eumène Ier lui succède.